# The Crown (4.ª temporada)
A quarta temporada de The Crown, série britânica-americana que segue a vida e o reinado da Rainha Elizabeth II, foi lançada na Netflix em 15 de novembro de 2020.
Olivia Colman estrela como Elizabeth, junto com os membros do elenco principal Tobias Menzies, Helena Bonham Carter, Ben Daniels, Marion Bailey, Erin Doherty, Josh O'Connor, Emerald Fennell, Charles Dance, Gillian Anderson e Emma Corrin.

## Elenco e personagens

### Principal
- Olivia Colman como Rainha Elizabeth II[2]
- Tobias Menzies como Príncipe Philip, Duque de Edimburgo, marido de Elizabeth II[3]
- Helena Bonham Carter como Princesa Margaret, irmã mais nova de Elizabeth II[4]
- Gillian Anderson como Margaret Thatcher, a primeira-ministra[5]
- Josh O'Connor como Charles, Príncipe de Gales, filho mais velho de Philip e Elizabeth II e o herdeiro aparente[6]
- Emma Corrin como Diana, Princesa de Gales, noiva e mais tarde esposa de Charles[7]
- Marion Bailey como a Rainha Elizabeth, a Rainha-mãe
- Erin Doherty como Princesa Anne, segundo filho e filha única de Philip e Elizabeth II[8]
- Stephen Boxer como Denis Thatcher, marido de Margaret Thatcher
- Emerald Fennell como Camilla Parker Bowles, amante de Charles[9]

#### Participação especial
Os atores abaixo são creditados nos títulos de abertura de episódios individuais nos quais desempenham um papel significativo:
- Charles Dance como Lord Mountbatten, tio de Philip e figura paterna de Charles[10]
- Tom Brooke como Michael Fagan, um homem britânico que entrou no quarto da Rainha Elizabeth II no Palácio de Buckingham em 1982[11]
- Richard Roxburgh como Bob Hawke, Primeiro Ministro da Austrália
- Tom Burke como Derek 'Dazzle' Jennings
- Nicholas Farrell como Michael Shea
- Claire Foy como Princesa Elizabeth, em 1947

### Recorrente
- Angus Imrie como Príncipe Edward, filho mais novo de Philip e Elizabeth II[12]
- Tom Byrne como Príncipe Andrew, terceiro filho de Philip e Elizabeth II[13]
- Freddie Fox como Mark Thatcher, filho de Margaret Thatcher[13]
- Rebecca Humphries como Carol Thatcher, filha de Margaret Thatcher[14]
- Charles Edwards como Martin Charteris[15]
- Richard Goulding como Edward Adeane
- Penny Downie como Alice, Duquesa de Gloucester, tia paterna por casamento de Elizabeth
- Sam Phillips como o anunciante da Rainha
- Geoffrey Breton como Mark Phillips, primeiro marido de Anne
- Kevin McNally como Bernard Ingham
- Paul Jesson como Sir Geoffrey Howe
- Don Gallagher como Willie Whitelaw
- Georgie Glen como Ruth Lady Fermoy, a dama de companhia da rainha-mãe e a avó materna de Diana[16]
- Jessica Aquilina como Sarah Ferguson, mais tarde Duquesa de York[13]
- Dominic Rowan como Charles Powell
- Tony Jayawardena como Sir Shridath Ramphal
- Andrew Buchan como Andrew Parker Bowles, marido de Camilla[15]

### Convidados
- Isobel Eadie como Sarah Spencer, irmã mais velha de Diana[17]
- Gemma Jones como Penelope Carter, uma terapeuta que Margaret vai ver.[18]
- Nancy Carroll como Anne Tennant, Baronesa de Glenconner, dama de companhia de Margaret[15]
- Richard Teverson como Colin Tennant
- Harry Treadaway como Roddy Llewellyn[19]
- Katina Orr como Anne-Charlotte Verney
- Oscar Foronda como Constantino Davidoff
- Douglas Reith como Almirante Henry Leach
- Leanne Everitt como Christine Fagan
- Adam Fitzgerald como Graham Evans
- Naomi Allisstone como Hazel Hawke
- Trudie Emery como Katherine Bowes-Lyon
- Pauline Hendrickson como Nerissa Bowes-Lyon
- Eva Feiler como Margaret Thatcher jovem
- Jay Webb como Wayne Sleep
- Daniel Donskoy como James Hewitt
- Lin Sagovsky como Elspeth Howe
- Annette Badland como Dr. Margaret Heagarty

## Episódios
| N.º na série | N.º na temp. | Título                                                             | Dirigido por     | Escrito por                       | Lançamento             |
| --- | ------------ | ------------------------------------------------------------------ | ---------------- | --------------------------------- | ---------------------- |
| 31 | 1            | "Gold Stick" "(Guarda-costas)" (BR)                                | Benjamin Caron   | Peter Morgan                      | 15 de novembro de 2020 |
| Charles conhece a Lady Diana Spencer durante um encontro com sua irmã mais velha. Em 1979, os conservadores venceram as eleições gerais e Margaret Thatcher tornou-se a primeira mulher primeira-ministra britânica. Elizabeth fica consternada quando Thatcher expressa desprezo por seu gênero durante a primeira audiência. Durante as férias na Islândia, Charles recebe um telefonema de Lord Mountbatten, que critica seu caso com Camilla. Nesse mesmo dia, Mountbatten e dois meninos, um deles seu neto Nicholas, estão pescando lagostas quando uma bomba detona no barco em que estão, matando os três. O IRA assume a responsabilidade e Thatcher jura fazer tudo ao seu alcance para derrotá-los. Charles recebe uma carta que Lord Mountbatten escreveu no dia em que morreu, convencendo-o a encontrar uma esposa adequada. Mais tarde, ele se encontra com Diana novamente em um evento de salto com cavalos e a convida para um encontro.                               |              |                                                                    |                  |                                   |                        |
| 32 | 2            | "The Balmoral Test" "(O Teste de Balmoral)" (BR)                   | Paul Whittington | Peter Morgan                      | 15 de novembro de 2020 |
| A Sra. Thatcher promove cortes significativos de gastos em seu primeiro Orçamento, contra a oposição de alguns colegas. Os Thatchers passam um fim de semana estranho com a família real em Balmoral e não gostam deles. Charles continua a se comunicar com Camilla; ela o encoraja a seguir em frente com Diana. Diana é convidada para Balmoral e causa boa impressão na família, que leva Charles a pensar em se casar com ela. A Sra. Thatcher reorganiza seu gabinete para dispensar seus oponentes. |              |                                                                    |                  |                                   |                        |
| 33 | 3            | "Fairytale" "(Conto de Fadas)" (BR)                                | Benjamin Caron   | Peter Morgan                      | 15 de novembro de 2020 |
| Charles pede Diana em casamento e ela aceita. Diana se muda de seu apartamento compartilhado em Londres para o palácio, em meio ao frenesi da mídia. Ela é ensinada para os bons hábitos do palácio por sua avó Ruth, e sofre repetidos episódios de transtorno alimentar. Enquanto Charles está no exterior, ela encontra Camilla para almoçar e percebe que mal conhece Charles, enquanto Camilla conhece todos os detalhes de seu relacionamento. Aflita, ela pensa em cancelar o casamento. Enquanto isso, Charles retorna de sua viagem e vê Camilla antes de voltar para casa; ele diz a Diana que a visitou para encerrar o relacionamento. A princesa Margaret diz à rainha que o casamento será um erro, mas Philip argumenta que Charles aprenderá a amar Diana. A rainha diz a Charles para se concentrar em seu dever e a felicidade o seguirá. O casamento prossegue em meio a grandes celebrações públicas.                                                                |              |                                                                    |                  |                                   |                        |
| 34 | 4            | "Favourites" "(Favoritos)" (BR)                                    | Paul Whittington | Peter Morgan                      | 15 de novembro de 2020 |
| Em 1982, a Rainha encontra a Sra. Thatcher e critica o estado da economia. Thatcher se emociona com seu filho, que está desaparecido enquanto competia no Rally Paris – Dakar. Philip e Elizabeth discutem qual são seus filhos favoritos; Philip diz que favorece Anne, mas não diz quem ele pensa qual é o favorito dela. Elizabeth marca um encontro com cada um de seus filhos separadamente, que expressam insatisfação com suas vidas. A Argentina invade as Ilhas Malvinas, e Thatcher exige ação para recuperá-las. Mark Thatcher, o filho da primeira-ministra é encontrado na Argélia. Diana está grávida e seu relacionamento com Charles piorou. Ele diz a Elizabeth que ainda mantém contato regular com Camilla. Elizabeth compartilha sua preocupação com a vida de seus filhos com Philip. |              |                                                                    |                  |                                   |                        |
| 35 | 5            | "Fagan"                                                            | Paul Whittington | Jonathan D. Wilson & Peter Morgan | 15 de novembro de 2020 |
| Thatcher conta à rainha sobre a recaptura das Malvinas. Enquanto isso, o desemprego está aumentando e um homem chamado Michael Fagan vai ver seu parlamentar para reclamar da economia e do dinheiro gasto na guerra. O parlamentar sugere sarcasticamente que ele deve expor suas preocupações à Rainha. Uma noite, Fagan pula as grades do palácio. Lá dentro, ele é avistado, mas foge. Depois de ser negado o contato com seus filhos pelos serviços sociais, ele retorna e invade o palácio novamente, encontrando a Rainha em seu quarto. Fagan conversa com a Rainha e pede que ela salve o país da primeira-ministra. Depois que Thatcher e a Rainha discutem suas diferentes perspectivas sociais, a primeira-ministra vai embora para assistir ao desfile da vitória das Malvinas. |              |                                                                    |                  |                                   |                        |
| 36 | 6            | "Terra Nullius" "(Terra de Ninguém)" (BR)                          | Julian Jarrold   | Peter Morgan                      | 15 de novembro de 2020 |
| O republicano Bob Hawke se torna o primeiro-ministro australiano, aumentando as apostas para a visita real iminente de Charles e Diana. Diana insiste em levar o bebê Príncipe William para uma excursão. Charles e Diana discutem as dificuldades de seu casamento; Diana reclama de seu interesse contínuo por Camilla. Depois de um início instável, a visita se tornou um sucesso, com grandes multidões aparecendo para ver a jovem princesa, e seu relacionamento melhorou temporariamente. Na Nova Zelândia, o primeiro-ministro de lá diz a Charles que Diana salvou a monarquia na Austrália. Charles e Diana discutem novamente e o distúrbio alimentar da princesa piora. De volta ao Reino Unido, eles voltam para casas separadas. Diana vê a Rainha e conta sobre seu casamento infeliz, mas Elizabeth não mostra simpatia. |              |                                                                    |                  |                                   |                        |
| 37 | 7            | "The Hereditary Principle" "(O Princípio da Hereditariedade)" (BR) | Jessica Hobbs    | Peter Morgan                      | 15 de novembro de 2020 |
| Com o príncipe Edward chegando à maioridade, a princesa Margaret vê seu papel público reduzido e ela entra em depressão. Ela viaja para o exterior para se recuperar da remoção de parte de seu pulmão esquerdo e começa a consultar um terapeuta a conselho de Charles. Depois que a terapeuta inadvertidamente menciona suas primas maternas falecidas, Nerissa e Katherine Bowes-Lyon, Margaret descobre que elas ainda estão vivas junto com três outras primas, em uma instituição mental. Ela confronta a Rainha Mãe, que afirma que a família não teve escolha, já que o conhecimento da existência dos primos colocaria em questão a pureza da linhagem. Margaret confidencia suas inseguranças sobre ficar louca para sua terapeuta, que a tranquiliza de que não o fará. Margaret reassume seu papel, mas medita em particular. |              |                                                                    |                  |                                   |                        |
| 38 | 8            | "48:1" "(Quarenta e Oito contra Um)" (BR)                          | Julian Jarrold   | Peter Morgan                      | 15 de novembro de 2020 |
| Thatcher e a Rainha entram em conflito sobre a imposição de sanções ao apartheid na África do Sul. A Rainha acredita que as sanções são necessárias para combater a segregação racial e unir as nações da Commonwealth, mas Thatcher acredita que isso prejudicaria o comércio da Grã-Bretanha e potencialmente dizimaria a economia já enfraquecida da África do Sul. Após uma série de modificações, incluindo a mudança da palavra sanções para sinais, Thatcher assina o acordo para impor pressão à África do Sul. De volta ao Reino Unido, a imprensa afirma que a rainha está "consternada" com as ações da primeira-ministra. Quando questionada sobre isso diretamente por Thatcher, a Rainha insiste em sua posição apolítica, mas diz a seu secretário de imprensa para permanecer em silêncio sobre os rumores de uma rixa entre as duas mulheres. A família da Rainha responsabiliza o secretário de imprensa Michael Shea pelos rumores, para desviar a atenção da Rainha. |              |                                                                    |                  |                                   |                        |
| 39 | 9            | "Avalanche"                                                        | Jessica Hobbs    | Peter Morgan                      | 15 de novembro de 2020 |
| Em uma festa de gala organizada pela Royal Opera House em homenagem ao aniversário de Charles, Diana surpreendeu o público ao subir ao palco e dançar um dueto com a canção "Uptown Girl", o que levou Charles a se ressentir de sua popularidade. Os dois partem para uma viagem de esqui na Suíça, mas retornam após sobreviver a uma avalanche que mata seu amigo Hugh Lindsay. Quando Elizabeth descobre que Charles e Diana foram infiéis, ela e Philip tentam fazer o casal se reconciliar. Em uma reunião, Diana promete permanecer fiel enquanto Charles não tem a chance de falar. Anne mais tarde diz a Charles que ele não deve delirar sobre seu caso, e Camilla diz que eles devem ser realistas sobre seu relacionamento. Enquanto Charles continua ignorando Diana, ela retoma seu caso com James Hewitt. |              |                                                                    |                  |                                   |                        |
| 40 | 10           | "War" "(Guerra)" (BR)                                              | Jessica Hobbs    | Peter Morgan                      | 15 de novembro de 2020 |
| A liderança de Thatcher é desafiada após Geoffrey Howe apresentar sua renúncia no Parlamento. Thatcher pede a Elizabeth que dissolva o Parlamento, mas é lembrada de que tanto os conservadores quanto o país estão contra ela. Mais tarde, ela renuncia de seu cargo e recebe a rara honra da Ordem do Mérito de Elizabeth. Apesar das dúvidas sobre sua capacidade de realizar uma viagem sozinha, Diana viaja para Nova York em encanta o público em geral. Quando a família se reúne em Balmoral para o Natal, Elizabeth se recusa a ouvir as queixas de Charles, dizendo que ele precisa ser mais grato por seu privilégio. Philip diz a Diana que ela não é a única pessoa que está sofrendo e que deve se concentrar em servir Elizabeth, alertando-a das consequências caso o casamento fracasse. |              |                                                                    |                  |                                   |                        |

## Produção

### Desenvolvimento
Em outubro de 2017, a "produção inicial" havia começado em uma antecipada terceira e quarta temporadas, e em janeiro seguinte, a Netflix confirmou que a série havia sido renovada para uma terceira e quarta temporadas.

### Filmagens
A quarta temporada começou a ser filmada em agosto de 2019 e terminou em março de 2020. Os produtores confirmaram que as filmagens foram concluídas antes do Lockdown da pandemia de COVID-19; a data de lançamento não foi atrasada.

## Recepção
O Rotten Tomatoes relatou um índice de aprovação de 96% para a quarta temporada com base em 75 avaliações, com uma classificação média de 8.69/10. Seu consenso crítico diz: "Quaisquer liberdades históricas que The Crown toma em sua quarta temporada são facilmente perdoadas graças ao poder absoluto de suas performances - particularmente a imponente Gillian Anderson como A Dama de Ferro e a encarnação da recém-chegada Emma Corrin como a jovem princesa Diana". No Metacritic, a temporada detém uma pontuação de 85 de 100 com base em 25 críticos, indicando "aclamação universal".
Escrevendo na revista The Atlantic, Shirley Li descreve o drama como “mais nítido do que nunca” e “espalhafatoso”, mas observa que, em contraste com as três primeiras temporadas, a quarta critica a Rainha por sua “ignorância” e “teimosa devoção à tradição”. No Evening Standard, Katie Rosseinsky escreveu que os episódios da temporada são “estonteantemente bonitos e surpreendentes em escopo”, e destaca as atuações notáveis de Anderson e Corrin como respectivamente Thatcher e Lady Diana. No The New Zealand Herald, a professora universitária Giselle Bastin descreveu a temporada como "um retrato magistral da turbulenta década de 1980" e elogiou os padrões de produção, elenco e atuação.

Em uma resenha crítica, Dominic Patten de Deadline Hollywood elogiou as temporadas anteriores, mas disse que a quarta tinha "linhas do tempo substancialmente ajustadas" e era uma "novela abaixo do padrão" e que, apesar da atuação de Colman, alguns dos outros personagens eram como " Caricatura de imagem ao vivo". Além disso, Simon Jenkins, escrevendo no The Guardian, descreveu a temporada como “história falsa”, “realidade sequestrada como propaganda e um abuso covarde da licença artística” que fabricou a história para se adequar à sua própria narrativa preconcebida.